# Fretwork
L'ensemble Fretwork est un ensemble britannique de cinq gambistes fondé en 1985, actif tant dans le domaine de la musique baroque sur instruments anciens que dans le domaine de la musique contemporaine pour violes.

## Historique
En mai 1985, les violistes anglais Richard Boothby, Bill Hunt et Richard Campbell décident de former un ensemble de violes après avoir participé en Espagne à une tournée des Taverner Players d'Andrew Parrott. De retour en Angleterre, ils contactent Wendy Gillespie et Julia Hodgson de façon à former un ensemble de cinq violes.
Après avoir envisagé pour leur ensemble une liste de noms comprenant entre autres The X consort of viols, Gut Bucket et The Spirit of Gambo, les cinq musiciens optent finalement pour Fretwork.
Le groupe enregistre un premier disque pour le label Amon Ra, intitulé In Nomine et consacré principalement à la musique anglaise pour consort du XVIe siècle.
Avec le disque suivant, intitulé Heart's Ease, l'ensemble entame en 1988 une longue collaboration avec le label Virgin Classics, qui en est alors à ses débuts. Il fait à cette occasion la connaissance du claviériste Paul Nicholson, devenu révérend depuis.
La même année, l'ensemble accueille Susanna Pell, son sixième membre.
Trois ans plus tard, en 1991, les musiciens de Fretwork sont contactés par le compositeur de musique contemporaine George Benjamin qui, ayant entendu un de leurs disques, désire écrire une pièce pour eux : il en résulte Upon Silence, une pièce pour cinq violes et mezzo-soprano qui leur impose des exigences techniques telles qu'ils mettront dix ans à la maîtriser.
En 1992, l'ensemble donne au Spitalfields Festival la première représentation de sa seconde pièce de musique contemporaine : The Self-Laudatory Hymn of Inanna and her Omnipotence, composé par Michael Nyman pour James Bowman et Fretwork.
Par la suite, l'ensemble Fretwork confirme sa position de pionnier de la musique contemporaine pour violes, avec plus de 40 œuvres écrites par de nombreux compositeurs contemporains comme, au-delà de ceux cités ci-dessus, Sir John Tavener, Gavin Bryars, Elvis Costello, Alexander Goehr, John Woolrich, Orlando Gough, Fabrice Fitch, Peter Sculthorpe, Sally Beamish, Tan Dun, Barry Guy, Andrew Keeling, Thea Musgrave, Simon Bainbridge, Poul Ruders, John Joubert et Duncan Druce.
En 2010 a lieu la première mondiale de The World Encompassed composée par Orlando Gough, une pièce de 70 minutes qui décrit la circumnavigation réalisée par Francis Drake autour du globe en 1577-80, un voyage durant lequel Drake emporta quatre violes.

## Membres fondateurs
- Richard Boothby
- Richard Campbell
- Bill Hunt
- Wendy Gillespie
- Julia Hodgson

## Membres actuels
- Richard Boothby
- Asako Morikawa
- Reiko Ichise
- Sam Stadlen
- Emily Ashton

## Discographie

### Musique ancienne
- 1987 : In Nomine, musique anglaise pour violes du XVIe siècle, comprenant l'intégral de la musique de consort de Thomas Tallis
- 1988 : Heart’s Ease, musique pour consort de violes de la fin de l'époque Tudor et du début de l'époque Stuart, avec Christopher Wilson (luth) et Paul Nicholson (orgue)
- 1989 : Fantasias and The Cries of London avec Red Byrd et Paul Nicholson (orgue)
- 1990 : Lachrimae (1604) de John Dowland
- 1991 : For ye Violls de William Lawes, avec Paul Nicholson (orgue)
- 1992 : A Play of Passion, consort songs de William Byrd et Orlando Gibbons, avec Michael Chance et Jeremy Budd
- 1994 : The Complete Consort Music de William Byrd
- 1995 : Hosanna to the Son of David d'Orlando Gibbons avec the choir of Trinity College, Cambridge
- 1994 : The English Viol, musique de Byrd, Holborne, Dowland, Gibbons, Lawes, Locke et Purcell, avec Michael Chance et Jeremy Budd
- 1995 : Consort setts for five & six viols, songs, pieces for lyra viol de William Lawes, avec Catherine Bott (soprano) et Paul Nicholson (orgue)
- 1996 : Consort of Fower Parts de Matthew Locke
- 2002 : Harmonice Musices Odhecaton d'Ottaviano dei Petrucci
- 2003 : With a Merrie Noyse d'Orlando Gibbons avec The Choir of Magdalen College, Oxford
- 2003 : Above the Starrs de Thomas Tomkins
- 2005 : Consort Songs de William Byrd, avec Emma Kirkby (soprano)
- 2006 : The Cries of London avec the Theatre of Voices, Paul Hillier
- 2007 : These Distracted Times de Thomas Tomkins
- 2007 : Second Service & Consort Anthems de William Byrd
- 2009 : Complete Fantazias and In Nomines de Henry Purcell
- 2010 : Membra Jesu Nostri de Buxtehude, avec le Purcell Quartet
- 2012 : Grant the King a long life de Thomas Weelkes

### Musique contemporaine
- 1993 : Time Will Pronounce de Michael Nyman, avec James Bowman (contreténor), Virginia Black, Trio of London et London Brass
- 1997 : Three Inventions, Upon Silence, Sudden Time et Octet de George Benjamin, avec Susan Bickley (mezzo-soprano)
- 1997 : Sit Fast, musique de Barry Guy, Poul Rouders, Tan Dun, Simon Bainbridge, Sally Beamish, Peter Sculthorpe, Gavin Bryars et Elvis Costello, avec Michael Chance (contreténor) et Paul Agnew (ténor)
- 1998 : Cadman Requiem de Gavin Bryars, avec le Hilliard Ensemble
- 2002 : The Hidden Face de John Tavener, avec Michael Chance (contreténor) et Nicholas Daniel (hautbois)
- 2009 : The Silken Tent, musique de Goehr, Wolf, Debussy, Shostakovitch et Britten, avec Clare Wilkinson (mezzo-soprano)